# 福建海鯊
福建海鯊是一支中華人民共和國男子棒球隊，建隊之初名為福建省棒球隊，正式成立於2024年，基地位於福建省龍岩市连城县少体校，該隊以閩臺聯合、兩岸共融為定位，現參賽於中國棒球聯賽。

## 歷史
2023年9月，中國共產黨中央委員會及中華人民共和國國務院提出《中共中央国务院关于支持福建探索海峡两岸融合发展新路 建设两岸融合发展示范区的意见》，意見內包括了透過开展棒壘球等青少年特色体育项目合作為辦法以「深化闽台社会人文交流」，福建省棒球隊順應《意見》的目標與政策而規劃成立。
2024年初，福建省棒球隊在全國棒球錦標賽位居第9名。2024年4月25日，福建省棒球隊舉行成立暨2024年中國棒球聯賽出征儀式，後於5月福建省棒球隊定名為「福建海鯊」。